# Valdivienne
Valdivienne est une commune du centre-ouest de la France, située dans le département de la Vienne, en région région Nouvelle-Aquitaine.
Les habitants de Valdivienne sont appelés les Valdiviennois.

## Localisation
1. Carte dynamique
2. Carte Openstreetmap
3. Carte topographique
4. Carte avec les communes environnantes

La commune est proche du parc naturel régional de la Brenne.
| Pouillé      | Chauvigny   |                  |
| Tercé Fleuré | Valdivienne |                  |
| Lhommaizé    | Civaux      | Chapelle-Viviers |

## Toponymie
Le nom de la commune résulte de la fusion des trois communes de Saint-Martin-la-Rivière, Salles-en-Toulon et Morthemer en 1969.
Le nom du bourg Valdivienne représente la contraction de val « petite vallée », suivi des hydronymes Dive (la) (affluent gauche de la Vienne), et Vienne (la) (idem). La Dive à cet endroit est également nommée Dive de Mortemer.
Morthemer est une formation toponymique médiévale attestée dès 1077 sous la forme Mortemarum,; Mortemer en 1164; Mortomer en 1379 (évêché, 17); Mortoumé en 1421 (Fonteneau, t. XXV, p. 596); Mortoumer en 1450 (chap. de Mortemer, 1); Morthomer en 1478 (abb. de Nouaillé, 49); Morthemer en 1515 (seign. de St-Martin-la-Rivière); Mortommer en 1548 (fief de la Pigeolière).
Homonymie avec les Mortemer de Normandie et Picardie, dont Mortemer (Seine-Maritime, mortuum mare 1025 ou 1035) et Mortemer (Oise, de Mortuo Mari 1079 - 1089). L'explication d’Albert Dauzat « pour certains (Mortemer), il n'est pas exclu de penser qu'il s'agit d'un souvenir de la Mer Morte, dû aux croisades » se heurte au fait que ces trois Mortemer sont mentionnés antérieurement à la première croisade. C'est pourquoi François de Beaurepaire envisage un composé germano-roman, dont Morte- représente bien l'adjectif morte et -mer le germanique occidental *mari « pièce d'eau, lac » > vieux bas francique *mari / *meri et vieux saxon meri ou alors, selon Dauzat, un composé roman, dont l'élément -mer est identique au mot mer « océan » issu du latin mare, mais utilisé au sens de « mare (étendue d'eau stagnante), étang, lac ». Cette dernière explication ne contredit pas celle de François de Beaurepaire, puisque le glissement de sens du gallo-roman MARE de « mer » → « étendue d'eau » → « lac » → « mare »  a pu être motivé par l'attraction du germanique *mari / *meri qui a précisément suivi cette évolution sémantique. En revanche, ce ne peut pas être le normand mare, de l'ancien scandinave marr, est passé en français seulement vers la fin du Moyen Âge.
Ce type toponymique en Morte- suivi d’un élément aqueux est fréquent, par exemple avec Morteau, de signification apparente et homonyme de l’occitan Aiguemorte (aiga morta), ainsi qu’avec Mortefontaine.

## Histoire
Les avancées de la Révolution française sont accueillies favorablement dans les communes qui ont formé Valdivienne. Elles plantent ainsi chacune un arbre de la liberté, symbole de la Révolution. Dans chaque commune, il devient le lieu de ralliement de toutes les fêtes et des principaux événements révolutionnaires, comme le brûlement des titres féodaux à Saint-Martin-la-Rivière le 1er novembre 1793. Au moment de la réaction royaliste, celui de La Chapelle-Morthemer est scié.
Pendant la Seconde Guerre mondiale, la ligne de démarcation traversait les anciennes communes de Salles-en-Toulon et de La Chapelle-Morthemer, du 22 juin 1940 au 1er mars 1943, laissant les chefs-lieux des deux communes en zone libre, avec la plus grande partie de leurs territoires.
Le maire de Salles, Henri Couillaud, est relevé en 1941 pour « hostilité à la Révolution nationale ».
La commune de Valdivienne est créée en 1969 par la fusion de Morthemer, Salles-en-Toulon et Saint-Martin-la-Rivière. La commune prend alors le nom de Valdivienne, en lieu et place de Saint-Martin-la-Rivière. La Chapelle-Morthemer rejoint la nouvelle commune dans les années 1970.
L'homonymie de ce Morthemer (anciennement Mortemer) avec les Mortemer (en Seine-Maritime, dans l'Eure et dans l'Oise) est sans doute fortuite. En tout cas, Ranulph ou Raoul de Mortemer qui accompagna Guillaume le Conquérant à Hastings et qui est à l'origine de la lignée de la famille Mortimer était un seigneur normand,, sans lien de parenté connu avec les seigneurs de Morthemer.

## Géographie

### Hydrographie
La commune est traversée par 24,6 km de cours d'eau dont les principaux sont la Vienne sur une longueur de 12 km, la Dive sur une longueur de 7,4 km et l'Aubineau sur une longueur de 5,3 km. Ces deux derniers cours d'eau sont des affluents de la Vienne.

### Climat
Pour des articles plus généraux, voir Climat de la Nouvelle-Aquitaine et Climat de la Vienne.
Historiquement, la commune est exposée à un climat océanique du nord-ouest.  
En 2020, Météo-France publie une typologie des climats de la France métropolitaine dans laquelle la commune est exposée à un climat océanique altéré et est dans la région climatique  Poitou-Charentes, caractérisée par un bon ensoleillement, particulièrement en été et des vents modérés.
Pour la période 1971-2000, la température annuelle moyenne est de 11,9 °C, avec une amplitude thermique annuelle de 15 °C. Le cumul annuel moyen de précipitations est de 749 mm, avec 11,2 jours de précipitations en janvier et 6,9 jours en juillet. Pour la période 1991-2020, la température moyenne annuelle observée sur la station météorologique la plus proche, située sur la commune de Montmorillon à 20 km à vol d'oiseau, est de 12,5 °C et le cumul annuel moyen de précipitations est de 781,8 mm,. Pour l'avenir, les paramètres climatiques de la commune estimés pour 2050 selon différents scénarios d’émission de gaz à effet de serre sont consultables sur un site dédié publié par Météo-France en novembre 2022.

### Géologie et relief
La région de Valdivienne présente un paysage de plaines vallonnées plus ou moins boisées et de vallées.
Le terroir se compose :
- sur les plaines calcaires :
  - pour 28 %, de groies profondes et de groies artificielles. Les groies sont des terres du Sud-Ouest de la France, argilo-calcaires, peu profondes  - en général de moins de 50 cm d’épaisseur – et  plus ou moins riches en cailloux. Elles sont fertiles et saines et donc, propices à la polyculture céréalière mais elles s'assèchent vite ;
- sur les plateaux du seuil du Poitou : 
  - pour 38 %, de terres fortes. Ce sont des sols composés d'argilo-calcaires moyennement profonds alternant avec des sols limoneux, riches en cailloux et blocs de meulières. Ces terres à tendance acide et hydromorphe. Ces sols sont communs dans toute cette région du sud du département de la Vienne,
  - pour 6 %, de bornais - ce sont des sols brun clair sur limons, profonds et humides, à tendance siliceuse,
  - pour 3 % de terres de brandes ;
- dans les vallées et terrasses alluviales :
  - pour 10 % de calcaire,
  - pour 15 % d'alluvions.

### Population et société
L'évolution du nombre d'habitants est connue à travers les recensements de la population effectués dans la commune depuis 1793. Pour les communes de moins de 10 000 habitants, une enquête de recensement portant sur toute la population est réalisée tous les cinq ans, les populations de référence des années intermédiaires étant quant à elles estimées par interpolation ou extrapolation. Pour la commune, le premier recensement exhaustif entrant dans le cadre du nouveau dispositif a été réalisé en 2007.

En 2022, la commune comptait 2 728 habitants, en évolution de −0,73 % par rapport à 2016 (Vienne : +0,6 %, France hors Mayotte : +2,11 %).
| 1793 | 1800 | 1806 | 1821 | 1831 | 1836 | 1841 | 1846  | 1851  |
| ---- | ---- | ---- | ---- | ---- | ---- | ---- | ----- | ----- |
| 800  | 726  | 862  | 748  | 854  | 881  | 923  | 1 004 | 1 016 |

| 1856  | 1861  | 1866  | 1872  | 1876  | 1881  | 1886  | 1891  | 1896  |
| ----- | ----- | ----- | ----- | ----- | ----- | ----- | ----- | ----- |
| 1 082 | 1 117 | 1 083 | 1 144 | 1 163 | 1 194 | 1 196 | 1 078 | 1 069 |

| 1901  | 1906  | 1911  | 1921  | 1926  | 1931  | 1936  | 1946  | 1954  |
| ----- | ----- | ----- | ----- | ----- | ----- | ----- | ----- | ----- |
| 1 057 | 1 074 | 1 060 | 1 037 | 1 031 | 1 042 | 1 060 | 1 077 | 1 112 |

| 1962  | 1968  | 1975  | 1982  | 1990  | 1999  | 2006  | 2007  | 2012  |
| ----- | ----- | ----- | ----- | ----- | ----- | ----- | ----- | ----- |
| 1 098 | 1 001 | 2 001 | 1 952 | 1 915 | 2 308 | 2 434 | 2 455 | 2 685 |

| 2017  | 2022  | - | - | - | - | - | - | - |
| ----- | ----- | - | - | - | - | - | - | - |
| 2 747 | 2 728 | - | - | - | - | - | - | - |

Valdivienne a connu une nette hausse (+ 18,1 %) de sa population de 1999 à 2007.
En 2008, selon l’INSEE, la densité de population de la commune était de 42 hab./km2, 61 hab./km2 pour le département, 68 hab./km2 pour la région Poitou-Charentes et 115 hab./km2 pour la France.
Les dernières statistiques démographiques pour la commune de Valdivienne ont été fixées en 2009 et publiées en 2012. Il ressort que la mairie administre une population totale de 2 538 personnes. À cela il faut soustraire les résidences secondaires (37 personnes) pour constater que la population permanente sur le territoire de la commune est de 2 501 habitants.
Selon l'Insee, la répartition par sexe de la Population est la suivante :
- en 1999 : 50,2 % d'hommes et 49,8 % de femmes.
- en 2007 : 49,9 % d'hommes et 50,1 % de femmes.
- en 2010 : 48,9 % d'hommes et 51,1 % de femmes.

En 2007:
- Le nombre de célibataires était de 31,4 % dans la population.
- Les couples mariés représentaient 53,5 % de la population,
- Les divorcés représentaient 6,7 %,
- Le nombre de veuves et veufs était de 8,5 %.

### Typologie
Au 1er janvier 2024, Valdivienne est catégorisée commune rurale à habitat dispersé, selon la nouvelle grille communale de densité à sept niveaux définie par l'Insee en 2022.
Elle est située hors unité urbaine. Par ailleurs la commune fait partie de l'aire d'attraction de Poitiers, dont elle est une commune de la couronne,. Cette aire, qui regroupe 97 communes, est catégorisée dans les aires de 200 000 à moins de 700 000 habitants,.

### Occupation des sols
L'occupation des sols de la commune, telle qu'elle ressort de la base de données européenne d’occupation biophysique des sols Corine Land Cover (CLC), est marquée par l'importance des territoires agricoles (71,6 % en 2018), en diminution par rapport à 1990 (72,7 %). La répartition détaillée en 2018 est la suivante : 
zones agricoles hétérogènes (36,1 %), terres arables (33,8 %), forêts (22,4 %), zones urbanisées (3,2 %), eaux continentales (2,4 %), prairies (1,8 %), zones industrielles ou commerciales et réseaux de communication (0,3 %), mines, décharges et chantiers (0,2 %). L'évolution de l’occupation des sols de la commune et de ses infrastructures peut être observée sur les différentes représentations cartographiques du territoire : la carte de Cassini (XVIIIe siècle), la carte d'état-major (1820-1866) et les cartes ou photos aériennes de l'IGN pour la période actuelle (1950 à aujourd'hui).

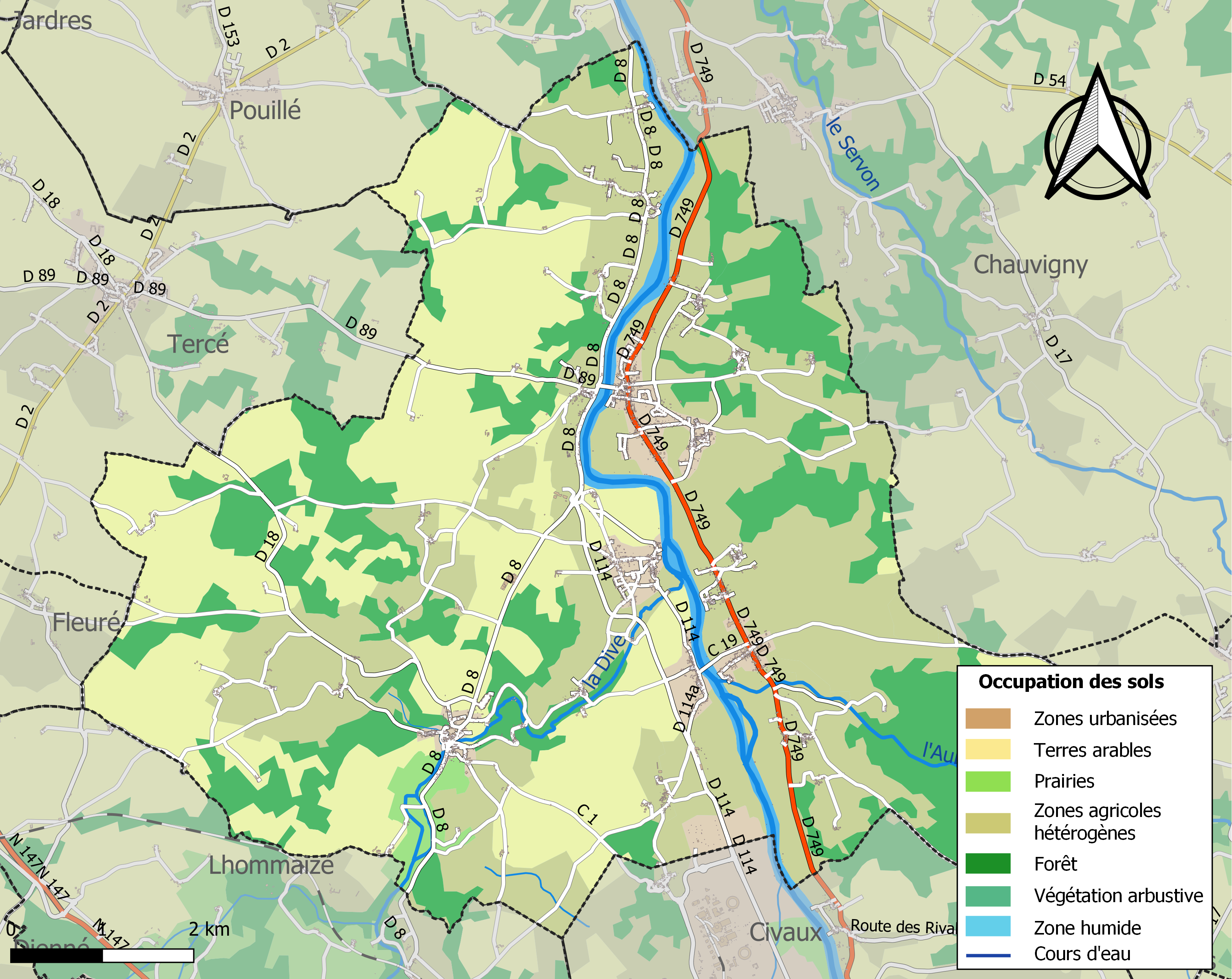
Carte des infrastructures et de l'occupation des sols de la commune en 2018 (CLC).

### Risques majeurs
Le territoire de la commune de Valdivienne est vulnérable à différents aléas naturels : météorologiques (tempête, orage, neige, grand froid, canicule ou sécheresse), inondations, mouvements de terrains et séisme (sismicité faible). Il est également exposé à trois risques technologiques,  le transport de matières dangereuses et la rupture d'un barrage et le risque nucléaire. Un site publié par le BRGM permet d'évaluer simplement et rapidement les risques d'un bien localisé soit par son adresse soit par le numéro de sa parcelle.

#### Risques naturels
Certaines parties du territoire communal sont susceptibles d’être affectées par le risque d’inondation par débordement de cours d'eau, notamment la Vienne, l'Aubineau et la Dive. La commune a été reconnue en état de catastrophe naturelle au titre des dommages causés par les inondations et coulées de boue survenues en 1982, 1983, 1985, 1993, 1995, 1999, 2009, 2010 et 2018,. Le risque inondation est pris en compte dans l'aménagement du territoire de la commune par le biais du plan de prévention des risques inondation (PPRI) de la « vallée de la Vienne "amont" - Section Availles-Limouzine/Valdivienne », approuvé le 24 décembre 2009 et par le PPRI « Vienne Communauté de Communes Vienne et Gartempe (CCVG) », prescrit le 28 janvier 2021.

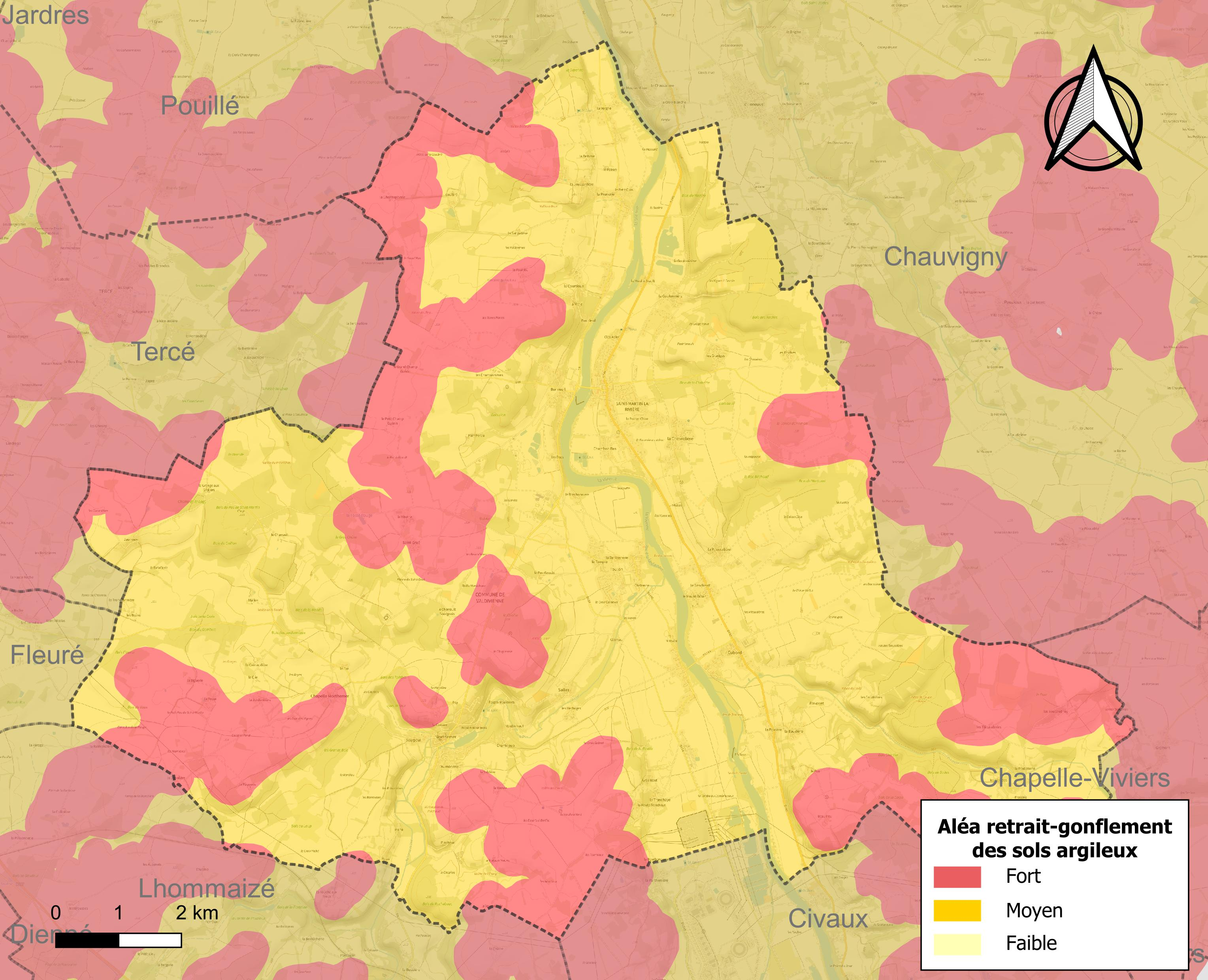
Carte des zones d'aléa retrait-gonflement des sols argileux de Valdivienne.

Les mouvements de terrains susceptibles de se produire sur la commune sont des affaissements et effondrements liés aux cavités souterraines (hors mines) et des tassements différentiels. Afin de mieux appréhender le risque d’affaissement de terrain, un inventaire national permet de localiser les éventuelles cavités souterraines sur la commune. Le retrait-gonflement des sols argileux est susceptible d'engendrer des dommages importants aux bâtiments en cas d’alternance de périodes de sécheresse et de pluie. La totalité de la commune est en aléa moyen ou fort (79,5 % au niveau départemental et 48,5 % au niveau national). Depuis le 1er octobre 2020, en application de la loi ÉLAN, différentes contraintes s'imposent aux vendeurs, maîtres d'ouvrages ou constructeurs de biens situés dans une zone classée en aléa moyen ou fort,.
La commune a été reconnue en état de catastrophe naturelle au titre des dommages causés par la sécheresse en 2005, 2011, 2017, 2018 et 2019 et par des mouvements de terrain en 1999 et 2010.

#### Risques technologiques
La commune est en outre située en aval des barrages de Lavaud-Gelade et de Vassivière dans la Creuse, des ouvrages de classe A. À ce titre elle est susceptible d’être touchée par l’onde de submersion consécutive à la rupture d'un de ces ouvrages.
La commune étant située dans le périmètre du plan particulier d'intervention (PPI) de 20 km autour de la centrale nucléaire de Civaux, elle est exposée au risque nucléaire. En cas d'accident nucléaire, une alerte est donnée par différents médias (sirène, sms, radio, véhicules). Dès l'alerte, les personnes habitant dans le périmètre de 2 km se mettent à l'abri. Les personnes habitant dans le périmètre de 20 km peuvent être amenées, sur ordre du préfet, à évacuer et ingérer des comprimés d’iode stable,,.

### Voies de communication et transports
Les gares et les haltes ferroviaires les plus proches de Valdivienne sont :
- la gare de Lussac-les-Châteaux située à 14,4 km,
- la gare de Mignaloux-Nouaille située à 19,3 km,
- la gare de Montmorillon située à 25,8 km,
- la halte ferroviaire de Ligugé située à 28,9 km,
- la halte de Iteuil-Centre située à 30,2 km.

L'aéroport le plus proche est l'aéroport de Poitiers-Biard, situé à 32,2 km.

## Politique et administration

### Intercommunalité
Depuis 2015, Valdivienne est dans le canton de Chauvigny (No 5) du département de la Vienne. Avant la réforme des départements, Valdivienne était dans le canton No 4 de Chauvigny dans la 3e circonscription.
Trois anciennes communes ont été rattachées à Saint-Martin-la-Rivière le 1er janvier 1970 : Chapelle-Morthemer (92 habitants), Morthemer et Salles-en-Toulon. Saint-Martin-la-Rivière devient alors Valdivienne à la suite de ses fusions. À la même date, des échanges territoriaux ont lieu avec les communes voisines : Valdivienne cède des parcelles à Chapelle-Viviers (45 hectares et 4 habitants), ainsi qu'à Chauvigny (9 hectares). En revanche, Valdivienne reçoit des parcelles de Chauvigny :71 hectares et 7 habitants.

### Liste des maires
| Période                                  | Période       | Identité                | Étiquette | Qualité     |
| ---------------------------------------- | ------------- | ----------------------- | --------- | ----------- |
| mars 1965                                | décembre 1969 | Roger Ferré (1923-2015) |           | Agriculteur |
| Les données manquantes sont à compléter. |               |                         |           |             |

| Période                                  | Période   | Identité                      | Étiquette | Qualité |
| ---------------------------------------- | --------- | ----------------------------- | --------- | --- |
| décembre 1969                            | mars 2001 | Roger Ferré (1923-2015)       |           | Agriculteur Maire de Saint-Martin-la-Rivière (1965 → 1969) Chevalier de la Légion d'honneur                                                     |
| mars 2001                                | mars 2014 | Roland Laurendeau (1939-2016) | PS        | Professeur puis principal adjoint de collège |
| mars 2014                                | mai 2020  | Michel Bigeau (1955- )        | PS        | Retraité de l'enseignement 6e vice-président de la CC du Pays Chauvinois (? → 2016) 5e vice-président de la CC Vienne et Gartempe (2017 → 2020) |
| mai 2020                                 | En cours  | Claudie Bauvais (1956- )      | SE        | Inspectrice divisionnaire des Finances Publiques 6e vice-présidente de la CC Vienne et Gartempe (2020 → )                                       |
| Les données manquantes sont à compléter. |           |                               |           | |

### Instances judiciaires et administratives
La commune relève du tribunal d'instance de Poitiers, du tribunal de grande instance de Poitiers, de la cour d'appel  de Poitiers, du tribunal pour enfants de Poitiers, du conseil de prud'hommes de Poitiers, du tribunal de commerce de Poitiers, du tribunal administratif de Poitiers et de la cour administrative d'appel  de  Bordeaux, du tribunal des pensions de Poitiers, du tribunal des affaires de la Sécurité sociale de la Vienne, de la cour d’assises de la Vienne.

### Services publics
Les réformes successives de La Poste ont conduit à la fermeture de nombreux bureaux de poste ou à leur transformation en simple relais. Toutefois, la commune a pu maintenir un bureau à Saint Martin la Riviere, route de Lussac en centre bourg.

### Politique environnementale
Dans son palmarès 2024, le Conseil national de villes et villages fleuris de France a attribué une fleur à la commune.

### Enseignement
La commune de Valdivienne dépend de l'académie de Poitiers (rectorat de Poitiers) et son groupe scolaire dépend de l'inspection académique de la Vienne. Il accueille environ 245 enfants de la petite section au CM2.

## Économie

### Agriculture
Selon la direction régionale de l'Alimentation, de l'Agriculture et de la Forêt de Poitou-Charentes, il n'y a plus que 35 exploitations agricoles en 2010 contre 49 en 2000.
Les surfaces agricoles utilisées ont diminué et sont passées de 3 483 hectares en 2000 à 3 261 hectares en 2010.
48 % des surfaces agricoles sont destinées à la culture des céréales (blé tendre essentiellement mais aussi orges et maïs), 24 % pour les oléagineux (colza et tournesol), 1 % pour les protéagineux, 17 % pour le fourrage et 1 % reste en herbe. En 2000, 5 hectares (0 en 2010) étaient consacrés à la vigne.
6 exploitations en 2010 (contre 10 en 2000) abritent un élevage de bovins (674 têtes en 2010 contre 613 en 2000). 7 exploitations en 2010 (contre 15 en 2000) abritent un élevage d'ovins (216 têtes en 2010 contre 1 101 têtes  en 2000). La baisse du nombre de têtes d’ovins constatée au cours de cette décennie est conforme à la tendance globale du département de la Vienne. En effet, le troupeau d’ovins, exclusivement destiné à la production de viande, a diminué de 43,7 % de 1990 à 2007. L'élevage de volailles a disparu au cours de cette décennie.
Depuis 1993, la commune accueille un élevage de bisons. L'exploitation organise chaque année un festival de country, de western et des spectacles de danses indiennes. Ce festival a lieu fin avril, début mai. 35 000 personnes fréquentent la ferme pendant ces deux jours, selon les organisateurs.
La transformation de la production agricole est de qualité et permet aux exploitants d’avoir droit, sous conditions, aux appellations et labels suivants :
- Beurre Charente-Poitou (AOC)
- Beurre des Charente (AOC)
- Beurre des Deux-Sèvres (AOC)
- Veau du Limousin (IGP)
- Agneau du Poitou-Charentes (IGP)
- Porc du Limousin (IGP)
- Jambon de Bayonne (IGP)

### Industrie
L'entreprise Arféo-Buroform était une SCOP (société coopérative et participative) française, spécialisée dans la fabrication de mobilier de bureau et d’aménagement des espaces de travail ou d’accueil. Elle employait 220 salariés répartis sur les sites de Château-Gontier et Valdivienne. Elle a fermé le 8 janvier 2015 à la suite d'une liquidation judiciaire.
Poitou emballage SARL fabrique du carton ondulé.
Trois entreprises sont spécialisées dans l'exploitation de carrières et l'extraction de pierres : Carrières de Validienne SA, Iribarren Carrières SA et Ragonneau SEE.

### Commerce
Valdivienne possédait, en 2012, encore cinq (7 en 2009) commerces selon l'INSEE :
- Deux magasins de meubles,
- une boulangerie
- Une boucherie de renommée locale
- Trois coiffeurs,
- Une épicerie.

### Activité et emploi
Le taux d'activité était de 77,3 % en 2007 et 70,3 % en 1999.
Le taux de chômage en 2007 était de 6,1 % et en 1999 il était de 10,7 %.
Les retraités et les pré-retraités représentaient 22,4 % de la population en 2007 et 21,9 % en 1999.

### Vie associative
- Le club de foot, l'AS Valdivienne, a remporté quelques succès :
  - Challenge des réserves : 1972 et 2006
  - Coupe Jolliet Rousseau : 1997
  - Coupe du District : 1982
  - Champion départemental de 4e division de district : 1997
  - Champion départemental de 3e division de district : 2005
- L'association la Maison d’Accueil et de Retraite des Animaux de la Ferme (MARAF)[51], créée en janvier 2007, est une association loi 1901 qui est installée à la ferme du Beau Peu pour y recueillir tous les animaux de ferme vieux ou handicapés abandonnés du fait de leur état physique. La structure des bâtiments permet la création d'une ferme auberge, végétarienne et bio, et d'un gîte, rénové dans l'esprit du début du siècle dernier, qui seront gérés sous forme associative.

## Culture locale et patrimoine

### Lieux et monuments

#### Le patrimoine religieux

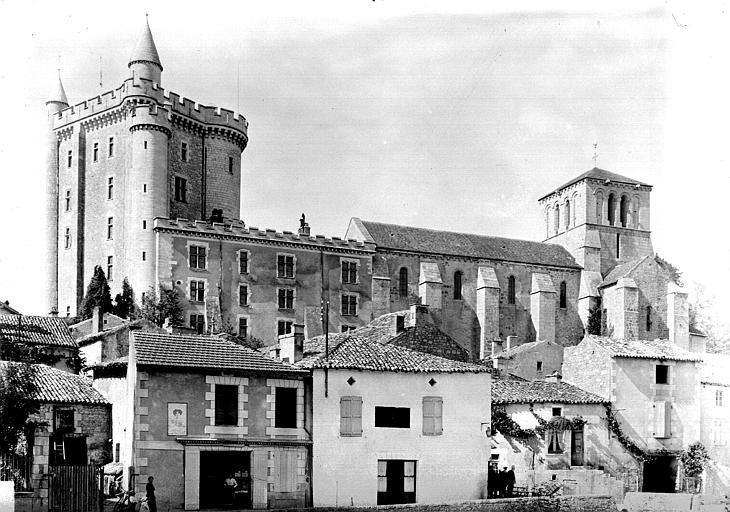
L'église de Morthemer vers 1920.

##### L'église Notre-Dame de Morthemer

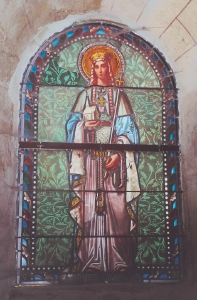
Vitrail de sainte Radegonde.

La collégiale Notre-Dame de Morthemer est une église romane des XIe et XIIe siècles, crypte du XIVe siècle. C'est un édifice complexe. L'église était, autrefois, intégrée au château. Elle possède une nef unique de cinq travées. Le transept est dissymétrique. Le chœur est en hémicycle et il surmonte une crypte.
La crypte et le sanctuaire appartiennent à une première campagne de travaux datant du XIe siècle. Une deuxième campagne a lieu au XIIIe siècle qui voit la construction du transept, du clocher, et des voûtes de la nef. Le style gothique français apparaît à ce moment dans l'église qui est alors devenue une collégiale. L'édifice a été fortifié au XIVe siècle. Elle a été restaurée au XIXe siècle.
Le clocher-porche est surmonté d'une flèche en pierre.
Le chevet a conservé des modillons sculptés dont certains sont ornés de visages ou de personnages en pied, montrant l'inépuisable créativité des sculpteurs romans:
- des masques d'animaux difficilement reconnaissables. À l'époque romane, l'église, havre de paix et du salut, était largement considérée comme environnée par des forces menaçantes. L'effroi symbolique procuré par ces figures apotropaïques  maintiendrait les êtres et les forces démoniaques loin de la cité divine (l'église) et ses habitants (les croyants).
- une vache reconnaissable à ses belles cornes bien dessinées
- un masque d'homme hurlant, toutes dents dehors. Le masque est une contrefaçon du visage humain. Il symbolise la fausseté et la tromperie.
- Un acrobate, les jambes encadrant sa tête.
- Une tête d'homme qu'entoure les bras de ce dernier.
- Un chat mettant son sexe dans sa bouche : le chat est un animal satanique et maléfique.
- Des félins ou des ours montrant leurs dents. Les félins incarnent les forces maléfiques. Le loup, en tant qu'animal féroce et vorace, symbolise le mal. Il représente les dangers du monde hostile dans lequel vivaient les paysans du Moyen Âge. L'ours, avec sa faculté de se dresser sur ses pattes postérieures, fait penser à l'homme, sans pour autant, être l’ami de l'homme. L'ours signifie la violence et la cruauté, celles qui existent en chaque homme. L'ours vivant dans des grottes, il semble issu des entrailles infernales de la terre.
- Des rouleaux
- Le portrait d'un homme ayant une barbe très travaillée.

La crypte est à trois vaisseaux et elle a la particularité d'abriter des peintures murales de style gothique datant du XIVe siècle. La peinture représente un christ en Majesté sur la voûte et une Vierge à l'Enfant sur le mur est. C'est une bonne illustration du développement du culte de la Vierge à partir des années 1200. Le fond quadrillé est symptomatique de l'influence d'autres arts sur la peinture du Moyen Âge tels que les enluminures ou le vitrail. Les peintures ont été découvertes en 1978.
La collégiale abrite deux enfeus des XIVe et XVe siècles ainsi qu'un gisant de Renée Sanglier, épouse de Mathurin Taveau, seigneur de Morthemer avant 1512. Belle Vierge à l'Enfant en bois polychrome du XVIIe siècle.
L'église est classée monument historique depuis 1908.

##### L'église Notre-Dame de la Chapelle-Morthemer
L'église a été construite vers la fin du XIe siècle. Elle a été ensuite remaniée et restaurée aux XIIe, XVe et XIXe siècles.
L'église a son abside classée monument historique depuis 1910.
La nef est prolongée par un sanctuaire roman avec une abside en hémicycle. Des contreforts colonnes romans raidissent le chevet. Sur le chapiteau qui coiffe l'une de ces colonnes, un petit guerrier armé d'une lance tient un rameau de feuillage. Le chevet a conservé ses modillons romans. Le décor est varié :
- des formes géométriques simples ;
- des têtes d'animaux stylisés de la faune sauvage : des félins, un loup, un renard, un sanglier ou domestique : une vache avec ses cornes sur la tête et ses petites oreilles, ou une chèvre avec sa tête plus fine que celle de la vache et surtout avec deux cornes plus délicates et plus longues. Un cochon est aussi représenté. Il symbolise la goinfrerie, la saleté, l'ignorance, la luxure et l'égoïsme ;
- de savants entrelacs se terminant par des feuilles ;
- des visages, notamment une belle tête de femme ;
- des personnages en pied tel le moine présenté de face, la tête surdimensionnée, tenant dans sa main un arbre et dans l'autre un bâton.

La finesse des traits, la qualité d'exécution de l'ensemble de cette œuvre montre l'inépuisable créativité des sculpteurs romans.
Le clocher-porche est de style gothique. Il est surmonté d'une flèche octogonale en pierre. Sur ses parements extérieurs, il est possible de voir de nombreuses marques lapidaires. Le clocher renferme trois cloches. L'une d'elles date de 1696. Les deux autres sont de 1888.

##### L'église Saint-Hilaire de Salles-en-Toulon
L'église Saint-Hilaire de Salles-en-Toulon est inscrite comme monument historique depuis 1988 sauf pour le mur pignon ouest qui est classé monument historique depuis 1924. L'église, (à l'exception du pignon classé) a été inscrit au titre des monuments historique en 1988.

##### L'église Saint-Martinde Saint-Martin-la-Rivière
C'est une église du XIIe siècle. Elle est de style roman. Elle était l'église d'un prieuré qui dépendait de l'abbaye d'Airvault. L'église Saint-Martin a été progressivement supplantée par l'église Saint-Hilaire.
Elle est inscrite à l'Inventaire général du patrimoine culturel.
Salles de seli ou saal d'origine germanique signifiant « chambre, château » évoque un lieu de pouvoir.
Elle avait le titre paroissial de prieuré-cure Saint Martin qui dépendait de l’abbaye d’Airvault (au nord de Parthenay). Le curé de la paroisse résidait donc à Salles dans le logis se trouvant toujours à droite de l'église au grand portail gris. De fait, l'église Saint Hilaire de Toulon (Salles-en-Toulon de nos jours) bien plus imposante de nos jours, n'était en fait qu'une annexe ne possédant ni ciboire ni ornements sacerdotaux. Cette situation de fait déplaisait fortement aux habitants de Toulon dont l'animosité serait justement à l'origine de la réduction de taille de l'église St Martin de Salles.
L’histoire commence en 1756 lorsque le vieux curé Pierre Andrault décide après en avoir avisé l’évêque de Poitiers de fermer l’église St Hilaire de Toulon et de n’exercer son office que dans l'église St Martin de Salles.
"Quoi ? " se disent les habitants de Toulon… "jeter un interdit sur notre humble église sans même être prévenus !". Indignés, ils décident, avec l’aide de Messire Jean François Antoine de la Haye Monbault, seigneur baron de Morthemer d’interjeter appel pour abus en la cour du Parlement de Paris.
En 1763, il n'y a toujours pas de décision. Le curé célèbre désormais les messes sans respecter ni horaire ni calendrier, il n’est jamais là quand on a besoin de lui à Toulon pour les décès ou les baptêmes. De plus les enfants du catéchisme sont employés par le curé pour bécher ses vignes, voiturer des pierres etc.
Tout est dit devant le notaire Barbot de Morthemer. Le 5 avril 1768 le prieur-curé Andrault rend son âme à Dieu. Tout va rentrer dans l’ordre avec le nouveau curé André Voyer ou à peu près.[Quoi ?]
En effet il reprend dans son registre le titre de curé de St Martin de Salles et de St Hilaire de Toulon son annexe. Mais la rancune est tenace puisque, selon une tradition orale, pendant la Révolution (mai 1789-novembre 1799), les habitants de Toulon (de nos jours Salles-en-Toulon) ont incendié la nef de l’église de Salles par réaction contre l'ex curé qui les obligea durant tant d'années à venir aux offices à Salles. Des abords de la route jusqu'au portail actuel se trouvait donc l'entrée de l'église d'origine et sa nef. Quand vous marchez sur la pelouse vous êtes donc déjà entré dans l'église romane antérieure !
Le fronton actuel et son clocheton ont été construits sans doute dans la 1ère partie du XIXe siècle en murant le chœur côté nef, ce qui fait dire à ceux qui ignorent ce drame qu'il ne s'agit que d'une “chapelle”.
L'originalité de cette église réside désormais en son chœur dont l' autel et la balustrade sont restés dans leur jus: l'autel resté accolé au mur du chevet et non pas déplacé et tourné vers les fidèles comme édicté par les directives des suites du Concile Vatican II (après 1965).
Amputée par la démolition de sa nef, elle se réduit désormais, à son petit sanctuaire fermé par un mur moderne. Elle conserve quelques éléments de son décor sculpté et des traces de peintures anciennes.

##### La chapelle Cubord
La chapelle est classée Monument Historique depuis 1924.
La chapelle était le sanctuaire de l'ancien prieuré du XIIIe siècle de Cubord. Le prieuré est à l'abandon depuis le XVIIe siècle. Le prieuré dépendait de l'abbaye de Saint-Benoît de Quinçay.
C'est une construction rectangulaire qui est couronnée par une corniche génoise à trois rangs de tuiles. Un large escalier en pierre sous auvent donne accès à un premier étage, tandis que le rez-de-chaussée abrite les caves et le cellier. À quelques mètres, un petit bâtiment abrite le four à pain et la buanderie dont le cuvier ou ponne est conservé.
De la chapelle du XIIe siècle, ne subsiste de nos jours, que le chœur rectangulaire à chevet plat. Sur la façade occidentale est percé le portail. Il est couvert d'un arc brisé porté par des colonnes surmontées de chapiteaux romans. Le clocher plat à jours s'achève par un pignon triangulaire accosté de deux pinacles en forme de pomme de pin, symbole d'éternité.
À l'intérieur, la chapelle conserve un autel en pierre et quelques rares traces d'enduits peints sur les murs.

##### La chapelle du Pas-de-Saint-Martin
C'est une construction simple qui pourrait dater du XVIIe siècle.
À l'intérieur, affleure une roche présentant une cupule que la tradition populaire identifie à une empreinte laissée en ce lieu par saint Martin.

##### La croix hosannière du cimetière de Morthemer
La croix hosannière est située dans le cimetière de Morthemer. Le socle de la croix est composé de trois assises de pierre de taille aux arêtes verticales adoucies par des colonnettes. Il est surmonté d'une table chanfreinée. Le fut de la croix est à base carrée. Il présente  quatre colonnes groupées. Ces dernières sont surmontées de chapiteaux allongés qui présentent trois rangées de feuilles pointues en faible relief. La croix hosannière est de style roman tardif.
La croix hosannière tire son nom de l’hébreu hosanna qui est le premier mot d'une hymne chantée le jour des  Rameaux. Il était de tradition, pour les villageois de Morthemer de se rendre en procession jusqu'au cimetière ce jour-là. Les villageois se réunissaient au pied de ce calvaire pour chanter l'Hosanna.
Elle est inscrite comme monument historique depuis 1986.

#### Le patrimoine civil

##### Le château de Morthemer

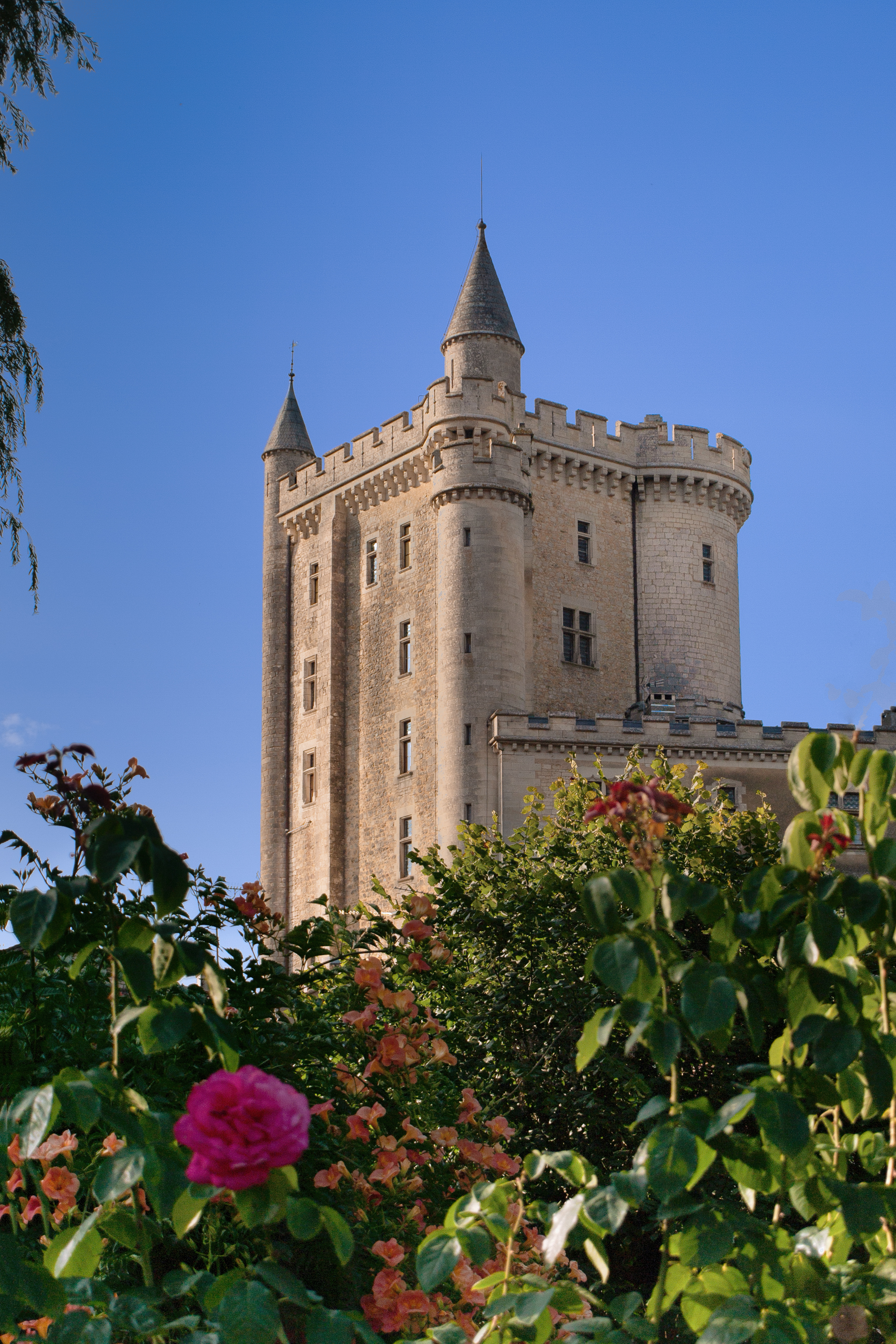
Le donjon du château de Morthemer.

Le château est classé monument historique depuis 1927 pour le donjon, puis pour l'ensemble des bâtiments depuis 2008.
Le château date du XIIe siècle. Mais il a fait l'objet d'une restauration par l'architecte Boeswillwald, disciple de Viollet-le-Duc, à la manière de son maître, au XIXe siècle.

##### Les anciennes maisons de Morthemer
Des maisons anciennes des XVe et XVIe siècles sont visibles dans le village tant rive droite que rive gauche, notamment autour de l'église, rue Chandos.
Les maisons situées aux 15-17 rue de l'Aumônerie sont inscrites comme Monument Historique depuis 2008 pour leur décoration intérieure.
La Demeure de Rochefort, propriété privée, est une des plus anciennes maisons de Morthemer. Elle abrite des peintures murales religieuses du XVe siècle : le franchissement des eaux par saint Christophe portant l'Enfant Jésus ; la Déposition du Christ entouré de la Vierge et Marie-Madeleine; une troisième peinture, de style différent, montre un garde armé d'une lance.

##### Château de la Donalière
C'est un château qui date du XVIIe siècle et qui a été remanié au XXe siècle.
Autour d'une cour presque carré, des bâtiments disparates de toutes les époques ont été construits et présentent peu d’intérêt. Toutefois, en face de l'entée située à l'ouest, des constructions anciennes forment le côté est. À l'angle nord-est, une grosse tour cylindrique contenait un pigeonnier. La tour est en petit appareil de maçonnerie soignée. Elle servait également à la défense du site car elle conserve deux embrasures rondes utiles pour le tir de flanquement à l'est et au nord pour de petites armes à feu.

##### Le manoir de la Touche-Barrault
C'est un édifice qui date de 1663. Il a été rehaussé d'un étage au XIXe siècle.
L'accès à la cour se fait par un porche à portes charretière et piétonne couverte en plein cintre selon un principe courant en Poitou. Le corps principal de la construction forme un rectangle à cinq travées. Il est flanqué aux extrémités de petits pavillons. L'ensemble est couvert d'ardoises. La façade sur le jardin est desservi par un bel escalier de pierre à volée simple. Cet escalier est décoré d'une belle rampe en fer forgé.

##### Des vestiges d'anciennes activités industrielles
Ces vestiges d'activités industrielles devenues obsolètes abritaient naguère une intense activité humaine et marquèrent le paysages :
- Le moulin neuf de Salles, le long de la Dive, avec sa roue à aubes plates
- Le moulin de Forges-Moulisme qui actionna peut- être les soufflets d'une forge à fer et qui n'est plus qu'un îlot perdu.
- Le moulin Bourgeois
- Dans des carrières délaissées, il est encore possible de voir un four à chaux du XIXe siècle

#### Le patrimoine naturel
La commune de Valdivienne comprend trois zones naturelles d’intérêt écologique, faunistique et floristique (ZNIEFF) représentant 4 % de la surface de la commune :
- le bois de Mazère ;
- la vallée de l'Aubineau :
- le coteau de Peu.

Les deux territoires suivants sont protégés au titre des espaces naturels sensibles (ENS) et couvrent 4 % de la surface communale : 
- le bois de Mazère ;
- la vallée de l'Aubineau.

Les territoires suivants sont gérés par le Conservatoire d'espaces naturels de Poitou-Charentes :
- le coteau de Beau Peu,
- les Iles de la Vienne, telle l'île des Dessous,
- la vallée de la Vienne.

##### Le bois de Mazère
À quelques kilomètres au sud de Chauvigny, le bois de Mazère est une zone d’intérêt écologique, faunistique et floristique. Elle englobe un coteau boisé situé sur le rebord du plateau qui domine la rive droite de la vallée de la Vienne d’une quarantaine de mètres.
Le substratum sédimentaire est recouvert ici de "terre de groie", un sol argilo-calcaire peu profond formé sur les argiles issues de la décalcification des calcaires jurassiques durs sous-jacents. Ces sols et le climat régional caractérisé par un climat océanique tempéré, ont généré un boisement caractérisé par une chênaie mixte dominée par le chêne pubescent, mêlé d’alisiers et d’érables et de quelques pins sylvestres  introduits par l’homme. Les arbustes sont représentés par le Troène, la Viorne lantane et la Garance qui occupent une place prépondérante.
Comme fréquemment dans les chênaies pubescentes, le peuplement arboré est troué de petites clairières qui contribuent à multiplier le linéaire de lisières internes et où se développent des pelouses sèches à l’aspect ras et peu productif mais d’un grand intérêt botanique. Ainsi, la flore  rassemble  un riche cortège de plantes thermophiles, parmi lesquelles un remarquable peuplement d’orchidées. Si certaines d’entre elles, comme les ophrys au curieux labelle imitant divers insectes, sont assez répandues dans la région, d’autres ont une répartition beaucoup plus limitée : c’est le cas de deux espèces du genre Epipactis : l’Epipactis à petites feuilles et l’Epipactis de Müller. Ces deux plantes sont très rares et disséminées dans l’ensemble de la région Poitou-Charentes, où elles bénéficient d’une protection officielle. Les ourlets chauds et secs du bois s’ornent également, au mois de juin, de la présence de plusieurs centaines de pieds de Céphalanthère rouge, une magnifique orchidée aux corolles d’une rose profond qui voisine localement avec l’étonnant Limodore, une autre espèce d’orchidée, quasiment dépourvue de chlorophylle et vivant en saprophyte sur les racines de divers végétaux. Toutes ces espèces rares ou spectaculaires poussent ici en compagnie de nombreuses autres plantes thermophiles affectionnant les sols secs et les climats ensoleillés qui, bien que moins rares, contribuent néanmoins à constituer des lisières fleuries d’une grande diversité floristique et d’une grande qualité esthétique : lins, hélianthèmes, épiaires, germandrées, coronilles…

### Personnalités liées à la commune
- Jean Chandos (en anglais "John Chandos" († 1370), sénéchal du Poitou et connétable d'Aquitaine, mortellement blessé au cours d'une échauffourée par le chevalier Guillaume Boitel, chef du parti français, le 31 décembre 1369 au pont de Lussac-les-Châteaux. Il est considéré comme l'un des principaux capitaines anglais de la première phase de la guerre de Cent Ans. Il a été enterré à Morthemer;
- Luc Levesque (1902-1976), homme politique
- René Poitevin (1911-1972), résistant et compagnon de la Libération
- Jean-Marie Georges Girard de Soubeyran (1863-1893) Maire et Conseiller General de la Vienne